# Die Affäre Lerouge
Die Verfilmung Die Affäre Lerouge des Kriminalromans Affäre Lerouge als Produktion des WDR wurde im August 1976 in zwei Teilen von der ARD ausgestrahlt. Es war eine Fortsetzung der erfolgreichen Zusammenarbeit des Regisseurs Wilhelm Semmelroth, des Drehbuchautors Herbert Asmodi und des Komponisten Hans Jönsson, die seit Beginn der 1970er Jahre begonnen hatten, Klassiker der frühen Kriminalliteratur für das Fernsehen zu adaptieren. Sehenswert vor allem durch die hochkarätige Besetzung, brillieren Käte Haack und Peter Pasetti. Kurios sind Szenen, in denen die Zofe von Juliette Chaffour auftritt: Milly Scott mit übertriebenem Makeup und einer äußerst merkwürdigen Sprechweise. Der Schluss ist nicht gelungen. Der Fluchtversuch des Noël Gerdy mit abschließendem Fenstersturz wirkt, im Gegensatz zur übrigen Inszenierung, wie aus einem Amateurfilm. Alle Innenaufnahmen wurden direkt mit Videotechnik realisiert, die Außenaufnahmen in herkömmlicher Filmtechnik. 2011 wurde der Film als DVD wieder veröffentlicht.

## Handlung
Im Jahr 1862 wird in dem Dorf La Jonchère nahe Paris die Witwe Lerouge ermordet aufgefunden. Bei den ersten Ermittlungen ist Tabaret, ein pensionierter Kriminalbeamter, zugegen, der darauf hinweist, dass es sich nicht um einen gewöhnlichen Raubmord handelt. Der leitende Untersuchungsrichter Daburon bittet Tabaret an dem Fall mitzuarbeiten. Tabaret ist gleichzeitig der väterliche Freund des Anwalts Noël Gerdy, der ihm kurz darauf eröffnet, dass er das Opfer einer Kindsvertauschung ist, an der die Witwe Lerouge als seine Amme beteiligt war. Gerdy legt Tabaret Briefe vor, die darauf hinweisen, dass er der Sohn des Grafen von Commarin ist. Daburon vermutet Albert von Commarin, der bisher die Stellung als Sohn des Grafen eingenommen hat, als Täter. Er hätte ein Motiv für den Mord an der Witwe Lerouge, um Dokumente zu vernichten, die seine illegitime Geburt enthüllen würden. Albert von Commarin wird verhaftet, weil er kein Alibi hat. Bei seinen Vernehmungen verstrickt er sich außerdem in Widersprüche. Erst durch weitere Ermittlungen und die Aussage des Ehemannes der Lerouge, der als tot galt, wird offenbar, dass die Neugeborenen nie vertauscht wurden. Tabaret entlarvt Noël Gerdy als Täter.